# Etapismo
Etapismo é o socialismo feito por etapas revolucionárias começando pela revolução burguesa. Marx defendia esse caso para a Rússia Czarista.